# Patrick Baudry
Patrick Baudry (ur. 6 marca 1946 w Duali) – francuski astronauta i lotnik wojskowy.

## Życiorys
Ukończył studia z zakresu inżynierii aeronautycznej w wojskowej akademii lotniczej École de l'air, odbył szkolenie lotnicze w Tours, uzyskując w 1970 licencję pilota. Służył jako pilot myśliwca, brał udział w wielu misjach wojskowych w różnych krajach Afryki. Ma wylatane ponad 4000 godzin, w tym 3300 na odrzutowcach. 12 czerwca 1980 został wyselekcjonowany przez CNES jako kandydat na astronautę, później przez dwa lata przechodził szkolenie przygotowawcze w ośrodku CNES oraz w Centrum Wyszkolenia Kosmonautów im. J. Gagarina w Gwiezdnym Miasteczku k. Moskwy. Był członkiem zapasowej załogi podczas jednej z francusko-radzieckich misji programu kosmicznego, a w 1985 został włączony w skład głównej załogi. Od 17 do 24 czerwca 1985 był specjalistą ładunku podczas misji STS-51-G trwającej 7 dni, godzinę i 38 minut; start nastąpił z Centrum Kosmicznego im. Johna F. Kennedy’ego na Florydzie, a lądowanie w Edwards Air Force Base w Kalifornii.
Stowarzyszenie Uczestników Lotów Kosmicznych (Association of Space Explorers) przyznało mu Universal Astronaut Insignia za lot orbitalny (nr 172).